# Liste von Sprengstoffanschlägen im Jahr 2021
Die Liste von Sprengstoffanschlägen im Jahr 2021 erfasst Anschläge mit Sprengladungen und anderen Spreng- und Brandvorrichtungen gegen Einrichtungen und Ansammlungen von Menschen, die im Jahr 2021 passierten. Zu den Formen zählen unter anderem Auto- und Rucksackbomben. Siehe auch Liste von Anschlägen auf Verkehrsflugzeuge.

## Liste
| Datum    | Ereignis                                                                        | Ort                 | Staat                  | Tote     | Verletzte | Anmerkung, Quellen |
| -------- | ------------------------------------------------------------------------------- | ------------------- | ---------------------- | -------- | --------- | ------------------ |
| 21. Jan. | Anschlag in Bagdad 2021                                                         | Bagdad              | Irak                   | 32 (+2)  | 110       | [ 1 ] [ 2 ]        |
| 30. Jan. | Anschlag mit Autobombe auf Zivilisten                                           | Afrin               | Syrien                 | 5        | 22        | [ 3 ]              |
| 5. Mrz.  | Selbstmordattentat mit Autobombe auf Restaurant                                 | Mogadischu          | Somalia                | 20 (+1)  | 30        | [ 4 ] [ 5 ]        |
| 5. Mrz.  | Anschlag mit Autobombe auf Restaurant                                           | Herat               | Afghanistan            | 8        | 54        | [ 6 ] [ 7 ]        |
| 22. Mrz. | Selbstmordattentat auf Regierungsbüro                                           | Guangzhou           | China                  | 4 (+1)   | 5         | [ 8 ]              |
| 26. Mrz. | Anschlag mit Autobombe auf das Büro des Bürgermeisters                          | Corinto             | Kolumbien              | 0        | 43        | [ 9 ]              |
| 28. Mrz. | Selbstmordattentat auf Kathedrale                                               | Makassar            | Indonesien             | 0 (+2)   | 20        | [ 10 ]             |
| 15. Apr. | Anschlag mit Autobombe auf Markt                                                | Bagdad              | Irak                   | 4        | 20        | [ 11 ]             |
| 26. Apr. | Anschlag mit Panzerfäusten auf Militärkonvoi und Militärstützpunkt              | Borno               | Nigeria                | 33       |           | [ 12 ]             |
| 30. Apr. | Anschlag mit Autobombe auf Studentenwohnheim                                    | Pul-i-Alam          | Afghanistan            | 21       | 91        | [ 13 ]             |
| 3. Mai   | Sprengstoffanschlag auf Schule                                                  | Farah               | Afghanistan            | 0        | 21        | [ 14 ]             |
| 8. Mai   | Anschlag in Kabul am 8. Mai 2021                                                | Kabul               | Afghanistan            | 68       | 165       |                    |
| 10. Mai  | Sprengstoffanschlag auf Bus                                                     | Zabul               | Afghanistan            | 11       | 29        | [ 15 ] [ 16 ]      |
| 9. Jun.  | Anschlag mit Autobombe auf Polizeihauptquartier                                 | Balch               | Afghanistan            | 16       | 117       | [ 17 ]             |
| 15. Jun. | Selbstmordattentat auf Militärrekruten                                          | Mogadischu          | Somalia                | 15 (+1)  |           | [ 18 ]             |
| 15. Jun. | Anschlag mit Autobombe auf Militärstützpunkt                                    | Cúcuta              | Kolumbien              | 0        | 36        | [ 19 ]             |
| 19. Jul. | Selbstmordattentat auf Markt                                                    | Bagdad              | Irak                   | 35 (+1)  | 50        | [ 20 ]             |
| 8. Aug.  | Anschlag mit Motorradbombe auf Polizeifahrzeug                                  | Quetta              | Pakistan               | 2        | 21        | [ 21 ]             |
| 8. Aug.  | Sprengstoffanschlag auf Aschura-Prozession                                      | Bahawalnagar        | Pakistan               | 3        | 50        | [ 22 ]             |
| 26. Aug. | Anschlag am Flughafen Kabul 2021                                                | Kabul               | Afghanistan            | 95–182   | 200+      |                    |
| 29. Aug. | Raketenangriff auf Militärstützpunkt                                            | Lahidsch            | Jemen                  | 30       | 60        | [ 23 ]             |
| 18. Sep. | Sprengstoffanschlag auf Taliban-Fahrzeuge                                       | Kabul, Dschalalabad | Afghanistan            | 7        | 30        | [ 24 ] [ 25 ]      |
| 3. Okt.  | Sprengstoffanschlag auf Moschee, Beerdigung, Taliban-Milizionäre und Zivilisten | Kabul               | Afghanistan            | 5        | 4         | [ 26 ] [ 27 ]      |
| 8. Okt.  | Selbstmordattentat auf schiitische Moschee                                      | Kundus              | Afghanistan            | 50 (+1)  | 100+      | [ 28 ]             |
| 15. Okt. | Selbstmordattentat auf schiitische Moschee                                      | Kandahar            | Afghanistan            | 47 (+3)  | 70        | [ 29 ]             |
| 2. Nov.  | Selbstmordattentat mit Schusswaffen auf Militärkrankenhaus                      | Kabul               | Afghanistan            | 25+ (+5) | 50+       | [ 30 ]             |
| 14. Nov. | Selbstmordattentat auf Krankenhaus                                              | London              | Vereinigtes Königreich | 0 (+1)   | 1         | [ 31 ]             |
| 16. Nov. | Selbstmordattentate auf Polizeistation, Kontrollpunkt und Parlamentsgebäude     | Kampala             | Uganda                 | 3 (+3)   | 33        | [ 32 ]             |